# Never Say Die (canción)
"Never Say Die" es una canción de heavy metal de la banda inglesa Black Sabbath. Pertenece al álbum de 1978 Never Say Die!. Fue el primer sencillo de la banda en alcanzar las listas del Reino Unido después de la canción "Paranoid" de 1970.
El grupo interpretó la canción en el célebre programa Top of the Pops en 1978.

## Lista de canciones del sencillo
1. Never Say Die - 3:45
2. She's Gone - 4:49[2]

## Versiones
- Megadeth en el álbum Nativity in Black II.[3]
- Overkill en el álbum Coverkill.
- Ozzy Osbourne en el álbum en vivo Speak of the Devil.
- Cochambre como bonus track en el álbum Doom über alles.
- Fun People (banda Argentina de Hardcore Punk) en su disco Desarme y Sabores